# 新奧博季夫卡
48°24′44″N 29°14′41″E / 48.41222°N 29.24472°E
新奧博季夫卡（烏克蘭語：Нова Ободівка），是烏克蘭的村落，位於該國西南部文尼察州，由海辛區負責管轄，始建於1798年，面積22.7平方公里，2001年人口2,983，人口密度每平方公里131.41人。